# 野村昭子
野村 昭子（のむら あきこ、1927年〈昭和2年〉1月2日 - 2022年〈令和4年〉6月29日）は、日本の女優。本名：増見 昭子（ますみ あきこ）。
身長157cm、体重64kg。血液型はA型。夫は、演出家の増見利清（2001年死去）。特技は、常磐津。薬剤師免許所持者。

## 来歴・人物
東京市神田区（現：東京都千代田区）生まれ。「昭子（あきこ）」の名は神田明神に付けてもらったという。実家は医療器具の卸業を営み、裕福な家庭であった。
桜蔭高等女学校（現：桜蔭中学校・高等学校）、1946年に東京薬学専門学校（現：東京薬科大学）卒業。薬剤師として東京大学医学部附属病院に勤務していたが、演劇に魅せられる。父からは「鏡に自分の顔を10分間映すように」と諭されるも、10分間眺めたのちに「女優になります」と答え、1949年に劇団俳優座養成所の第1期生となる（同期は岩崎加根子）。
1952年に養成所を卒業し、そのまま劇団俳優座に入団。千田是也らに鍛えられ、「完璧に台本を覚えること」「NGを出さないこと」を信条としていた。
代表作の1つである『家政婦は見た!』で共演していた市原悦子は劇団時代の後輩であり、自宅も近かったことからプライベートでも親交が深かった。ほか、後輩の樹木希林、親子役でドラマ共演した山田邦子なども親交が深かった。石井ふく子からの信頼も厚く、『渡る世間は鬼ばかり』では、山岡久乃の後任ポジションを務め、晩年の代表作となった（なお、野村は山岡とは『夕陽カ丘三号館』、『ありがとう』第3シリーズ、『心』最終話などで共演しており、山岡の通夜・葬儀にも参列している）。泉ピン子とは40年来の交流があり、「野村ママ」と呼ばれて慕われていた。野村死去後には泉や山田などがマスコミに追悼コメントを発表している。
2011年5月10日、橋田賞特別賞を受賞。
愛犬家であり、自身が演じていた役柄（青山タキ）と同じ名前の「タッキー」というビション・フリーゼを飼っていたが、2018年に死亡（2019年3月12日に出演した『徹子の部屋』で語っている）。
夫との間に子どもはおらず、2001年の死別後は東京都内で独居生活を送っていた。
2022年6月下旬までは自宅付近で元気な姿を目撃されていたが、近隣住民から「野村さんの姿を見ていない」と警察に通報があったため、7月1日に親族と警察が自宅を訪問したところ、寝室で倒れていたところを発見され、死亡が確認された。95歳没。訃報は7月2日に明らかになった。警視庁麻布署によると外傷や荒らされた形跡はなく、関係者への取材で、死因は熱中症とみられることがわかった。後に死亡日は6月29日と発表された。

## 逸話など

### 終戦時の体験
1945年（昭和20年）8月15日（水曜日）の第二次世界大戦終戦（日本の降伏）時、野村は18歳であった。戦争で苦痛な経験をして、終戦を知った後に自決（自殺）を考えたという。
当時、通学していた東京薬学専門学校女子部の教員から青酸カリをもらったのを（いつでも自決できるように）、自身の血液型と氏名を書いて縫い付けてあった胸ポケットに入れていた。昭和天皇によるラジオの玉音放送は、「ガガガいって、何て言ってるのか聞こえなかった」という。ただその後、薬専の教員が「諸君、いい時代が来た」と言った。その場にいた数人の生徒が「そんなひどいことを」と漏らした。そして、フラスコなど授業で使用していた器具などを屋上に持っていき、「死ぬならいいだろう」と壊していった。
その後、野村は（自決するために）皇居に向かった。その道中に、官庁で重要書類をドラム缶で焼却している様子などを目にした。二重橋の付近に辿り着くと、多くの人々が皇居の方向に正座して、履いている靴や下駄は脱いで盗まれないように前に置いて、頭を地面に伏せている様子を目にした。一番前に、サーベルを置いた軍人がいたが、数日後の新聞記事で自決したのを知った。その後、7～8人の同級生と目的地の上野駅を通り過ぎて日暮里駅に辿り着いた時に、電灯の明かりが灯っているのを見て、「あぁ、戦争が終わったんだ。」と終戦を実感したという（戦時中はアメリカ軍による空襲があり、電灯は使用禁止となっていた）。
その後、さよならも言わず同級生とも別れて、電車も動かないため徒歩で帰宅した。野村の父が経営する店舗は空襲で焼失してしまい、住居は借家であった。そして、野村の父が「おお、帰ってきたか」と言い、野村は「ただいま」と言った。すると、野村の母は「昭子のことだから、死んでると思ったの。お父さん、そう言ってたわ」と言ったという。
野村は自身の経験から、「私もやっぱり日本の中枢にいる方たちに、もうこんなバカな年とったおばあさんだけど、聞いてくださるなら私何日かかってでもそれはディスカッションしたいと思う。戦争をしてはいけない。みんな相当きれいな心でも、生き残るためには相当汚いことをするっていうことを言ってる。だから、そんな立派なことを言わなくっていいから、やっぱり死ぬ時に、私あんな悪いことしてしまった、あの人を裏切ってしまったという思いで死にたくないのだから、それはやってはいけない。」と語っている。
戦時中の自宅の防空壕は、電灯や七輪も備えて広さも8畳あるほどだったという。そこには、辞書も置いてあったという。これは女学校に通っていた時に、教員から「一生持てるような良い辞書を買いなさい」と言われたことがあったからだという。

## 出演

### 映画
- 思春の泉（1953年） - 村娘・はるの
- ほらふき丹治（1953年） - 「千鳥」の酌婦
- 殺人容疑者 (1959年)
- 白と黒（1963年） - 飲み屋の女・ちよみ
- 甘い汗（1964年） - 桶鉄の妻・君
- 赤ひげ（1965年） - おふく
- 四谷怪談（1965年） - 地獄宿のお色
- 夕笛（1967年） - 筒井家の女中トヨ
- 記録なき青春（1967年） - バラックの大家
- 初恋宣言 （1968年） - まさ子
- ザ・タイガース 華やかなる招待（1968年） - はな
- ハナ肇の一発大冒険（1968年） - 間富子
- でっかいでっかい野郎（1969年） - 犬飼婦長
- 男はつらいよ フーテンの寅（1970年） - お澄
- 影の車（1970年） - 団地の主婦
- 愛と死（1971年） - 野島進の母
- おくさまは18才 新婚教室（1971年） - 山田達子
- 起きて転んでまた起きて（1971年） - 辺山はる
- 股旅 (映画)（1973年） - おはる
- 塩狩峠（1973年） - 吉川たみ
- 恍惚の人（1973年） - 笈川千恵
- 必殺仕掛人 (映画) 第2弾（1973年） - きん
- 砂の器（1974年） - 若葉荘のおばさん
- トラック野郎・男一匹桃次郎（1977年） - おかね
- あゝ野麦峠（1979年） - 政井もと
- 衝動殺人 息子よ（1979年） - 井上静子
- 子育てごっこ（1979年） - おてる
- きつね（1983年） - おたき
- 生徒諸君!（1984年） - 北城尚子の祖母
- 熱海殺人事件（1986年） - 熊田留吉の母
- 玄海つれづれ節（1986年） - 房江
- 善人の条件（1989年） - 葛西富子
- 死の棘（1990年） - 雑貨
- 山田ババアに花束を（1990年） - 山田ツネ子
- 無能の人（1991年） - 田舎宿のおばさん
- 眠る男（1996年） - ふみ

### 舞台
- 幽霊はここにいる（1958年、俳優座第44回公演） - 市民B

### テレビドラマ

#### NHK
- おはなはん（1966年） - 細倉とく（おとく） 役
- 獅子の時代（1980年） - 畳屋さく 役
- ふたたびの街（1986年8月6日） - まささん 役
- あ・うん（1981年） - タミ 役
- 秋の一族（1994年） - 岩沢加代 役
- ハルとナツ 届かなかった手紙 （2005年） - 中原イネ 役

#### 日本テレビ系
- おれは男だ!（1971年）
- だから大好き!（1972年） - 滝田健一の母
- 小さな恋の物語（1972年） - 西みどりの母
- パパと呼ばないで（1972年 - 1973年） - 松木頼子
- 水もれ甲介（1975年） - 岩崎澄子
- 俺たちの旅（1975年）
- はぐれ刑事（1975年、国際放映）
- 俺たちの朝（1977年、東宝） - アパートの大家
- 太陽にほえろ!（東宝）
  - 第146話「親と子のきずな」（1975年） - 石塚まさ
  - 第317話「殺人者に時効はない」（1978年） - 岩井夫人
  - 第446話「光る紙幣」（1981年） - 相馬あや（宝くじ売り場販売員）
- 気まぐれ本格派 第32話（1978年） - 吉沢フサ
- あんちゃん（1982年） - 馬場とよ
- 天まであがれ!2（1983年） - 西本巡査の母
- パパになりたかった犬（1984年） - 矢吹綾子
- 気分は名探偵（1985年） - 種田良江
- NEWジャングル（1988年） - ヤスオの母
- 明日はアタシの風が吹く（1989年）
- はやぶさ新八御用帳 大奥の恋人（1990年） - おとり
- 木曜ゴールデンドラマ / 松本清張の老春（1990年）
- 火曜サスペンス劇場
  - 松本清張スペシャル・黒の回廊（1984年） - 金森幸恵
  - 松本清張スペシャル・危險な斜面（1990年） - 初子
  - 地方記者・立花陽介 第3作「釜石遠野通信局」（1994年） - 大家

#### TBS系
- ウルトラQ 第15話「カネゴンの繭」（1966年） - 加根田金男の母
- 渥美清の泣いてたまるか（1967年）
- 今年の恋（1967年） - 相川家お手伝い・茂子
- 孤独のメス（1969年）
- ありがとう（1973年） - 新堀和泉
- 寺内貫太郎一家（1974年） - 金子みさ
- 水戸黄門 第6部 第24話「うなぎ屋の助太刀 -浜松-」（1975年） - おかつ
- 夜明けの刑事 第43話「愛の終わりに殺された女」（1975年）　- タバコ屋のおばちゃん
- さくらの唄（1976年） - 小笠原フミ
- 赤い衝撃（1976年 - 1977年） - アパート管理人
- 横溝正史シリーズ（1977年、毎日放送） - かね
- Gメン'75
  - 第131話「少女餓死」（1977年） - アパート管理人
  - 第191話「女子大寮の裏窓」（1979年） - 東和病院清和寮寮母
- 沿線地図（1979年） - 湯川時子
- 噂の刑事トミーとマツ 第1シリーズ（1979年 - 1980年） - アパート管理人のおばさん（セミレギュラー）
- 心（1980 - 1981年） - 木田文子
- 天皇の料理番（1980年） - あき
- 玉ねぎむいたら…（1981年） - 作田たか
- 思えば遠くへ来たもんだ（1981年） - 鶴巻春子
- ここまでは他人（1981年） - 千代子
- はまなすの花が咲いたら（1981年 - 1982年） - 若葉
- 淋しいのはお前だけじゃない（1982年） - 小川菊江
- 蒲田行進曲（1983年）
- 東中学3年5組（1984年） - 工藤先生
- 親子万才（1987年） - 星スズ
- 花を下さい（1991年）
- 憎しみに微笑んで（1993年） - 坂部松子
- ダブル・キッチン（1993年） - 下村カヨ
- 長男の嫁（1994年） - 北島園長
- スウィート・ホーム （1994年） - 井上タキ
- 最後の恋（1997年）
- 渡る世間は鬼ばかり （1998年 - 2019年） - 青山タキ
- ラブ・ジャッジ（2003年） - 山杉愛
- こちら本池上署 第5シリーズ（2005年） - 山野桜
- 美空ひばり誕生物語（2005年） - 肉屋のせきさん
- DOOR TO DOOR（2009年） - 田村初音
- 花嫁（2011年） - 隣のとっちゃん
- 月曜ドラマスペシャル→月曜ミステリー劇場→月曜ゴールデン→月曜名作劇場
  - 下町の熱血弁護士（1993年2月22日） - 熊井あき子
    - 熱血弁護士の事件ノート（1993年11月29日）

  - マネーコンサルタント日下部刻子の事件ファイル（2000年6月12日） - 篠原浪江
  - 税務調査官・窓際太郎の事件簿（1998年 - 2002年、2012年 - 2020年） - 窓辺トメ[注 1]
  - 上条麗子の事件推理（2001年 - 2010年） - 小野町子
  - 世直し公務員ザ・公証人 第1作（2002年5月13日） - 柳瀬千代子
  - 交通特別捜査係警部補・結城あかね（2005年1月24日） - 結城利代子

#### フジテレビ系
- 徳川おんな絵巻（1970年、関西テレビ） - 海老屋宗十郎の妻
- 泣くな青春（1972年、東宝）
- かあさんの四季（1973 - 1974年） - 寺沢照子
- アドベンチャーコメディ 夏の家族（1974年）
- 銭形平次「母の裁き」（1975年） - おげん
- さくらさくら（1977年） - お兼
- ご存知!女ねずみ小僧（1977年） - おとら
- 江戸の渦潮（1978年） - おもん
- 白い巨塔 （1978年） - 鵜飼典江
- この山河に愛ありて（1978年） - 古館とら
- 意地悪ばあさん（1982年） - 専務夫人
- 裸の大将
  - 第16話「待ってました!!裸の大将 キヨシのおむすび縁むすび」（1985年） - 旅館の女将
  - 第64話「生き神様になった清」（1994年） - 富子
- 教師びんびん物語（1988年） - アパート大家
- オトコだろッ!（1988年）
- 金太十番勝負!（1988年）
- 季節はずれの海岸物語 '89夏（1989年） - 圭介の母
- 泣きっ面に姑（1992年）
- 振り返れば奴がいる（1993年） - 上野モエコ
- 金曜エンタテイメント
  - 腕まくり看護婦物語（1993 - 2000年） - 野崎綾
  - おばさんデカ 桜乙女の事件帖 第1作（1994年） - ラブホテルの受付
  - 音の犯罪捜査官・響奈津子（1996 - 2005年） - 響信恵

#### テレビ朝日系
- 素浪人 天下太平「金の亡者を笑う鬼」（1973年） - おとく
- ねぎぼうずの唄（1973年） - ふさ
- なさけ坂旅館（1980年） - ミネ
- ある日突然?!スパゲティ・ママの青春白書（1980年） - 和田とく
- 暴れん坊将軍II 第14話「文金島田の泣き上戸」（1983年） - お政
- 私鉄沿線97分署 第55話「対決! 迷犬ドンと800万!!」（1985年、国際放映） - 宝くじ販売所のおばちゃん
- どうぶつ通り夢ランド（1986年 - 1987年） - 小早川きん子
- ビートたけしの浅草キッド・青春奮闘編（1988年）
- さすらい刑事旅情編
- はぐれ刑事純情派
  - 第3シリーズ 第21話「証言を翻した女・盗まれた旧紙幣」（1990年） - 田代スズ
  - 第4シリーズ 第20話「覗かれた犯罪! 消えた身代金」（1991年） - 村上シゲ
- 芸者小春の華麗な冒険（1991年）
- はぐれ医者・お命預かります! SP（1993年） - 相良しづ
- 土曜ワイド劇場
  - 家政婦は見た!（1983年 - 2008年） - 大沢キヌヨ（会長さん）
  - 密会の宿（1984年 - 1993年） - のり子（旅館「くわの」の従業員）
  - 弁護士・今田一平 第1作（1985年、朝日放送）
  - 探偵事務所（1994年 - 1999年） - 野村多美
  - 湯けむり受胎旅行連続殺人（1995 - 1998年） - 桐野和代
  - 下町女占い師 清香姐さんの人情事件簿（1995年5月）
  - 俺たちの銀行強盗（1996年） - 長崎トメ
  - 復讐法廷（1997年） - 花見
  - 変装婦警の事件簿 第1作（2001年） - 森文江
  - 変装婦警の事件簿 第2 - 3作（2002年） - 長田とく子
  - 大崎郁三の事件散歩（2012年） - 荒井キヌ

#### テレビ東京系
- ワン・ツウ アタック!（1971年） - 女中・タキ
- 大江戸捜査網 第122話「仕掛けられた前科者」（1975年）
- ぼくが医者をやめた理由（1990年）

### CM
- 日清
  - ごま油（1995年） - 賀来千香子と共演
  - サラダ油セット（1996年） - 賀来千香子と共演

### バラエティ番組ほか
- スタジオパークからこんにちは（NHK）
- 踊る!さんま御殿!!（日本テレビ）
- 太田光の私が総理大臣になったら…秘書田中。（日本テレビ）
- はなまるカフェ（TBS）
- 森田一義アワー 笑っていいとも!（フジテレビ）
- ドリフと女優の爆笑劇場（テレビ朝日）
- 徹子の部屋（テレビ朝日）

ほか多数